# Benke László (újságíró)
Benke László (Újvárfalva, 1943. április 28. –) költő, író, újságíró, könyvkiadó.

## Költő, könyvkiadó
Móricz Zsigmond Alapítvány - Hét Krajcár Kiadó
1062 Budapest, Bajza utca 18.
www.hetkrajcar.hu

### Iskolák
- 1949–1957 Ált. Isk., Újvárfalva
- 1959–1962 betanított köszörűs, köszörűs szakmunkás
- 1966–1974 MLE Esti Egyetem, ált. tagozat és esztétika szakosító
- 1975–1976 Újságíró Isk.

### Eddig megjelent könyvei
- A tűz igézetében; Hét Krajcár, Bp., 2017
- A megőszült kert; Hét Krajcár, Bp., 2016
- A szerelem erőterében, versek (2014)
- Hová tűnt aranytrombitád?, válogatott versek (2013)
- Az Élet szerelme, versek (2011)
- Otthonkereső, regény (2008)
- Veszteség, versek (2005)
- És hirtelen leszáll az este, szociográfia, (2003)
- Szélvízvölgye, kisregény (2001)
- Halálig szomjazom, versek (2001)
- Sértők és sérültek, regény (2000)
- Gyalogos riportok (1995)
- A kihalt játszótér, versek (1993)
- Előttem kiterítve, önéletrajzi regény (1991)
- Változás, versek (1982)
- Csordítok nyírvizet, versek (1978)
- Piros barackfa, versek (1974)

### Kitüntetések
- Móricz Zsigmond-ösztöndíj (1978)
- A Magyar Érdemrend lovagkeresztje (2013)

## Külső hivatkozások
- http://www.hetkrajcar.hu/konyv/koltonapraforgoval.html
- http://mkdsz.hu/content/view/30478/210/%5B%5D
- G. Komoróczy Emőke: "Tegnap még volt remény, hogy lesz jövő..." Benke László életművéről, Hét Krajcár Kiadó 2017